# Mavrovo
Mavrovo (en macédonien : Маврово) est un village de l'ouest de la Macédoine du Nord, situé dans la commune de Mavrovo i Rostuše. Le village comptait 212 habitants en 2021. Il se trouve au bord du lac de Mavrovo et à proximité de la station de ski Zare Lazarevski.

## Démographie

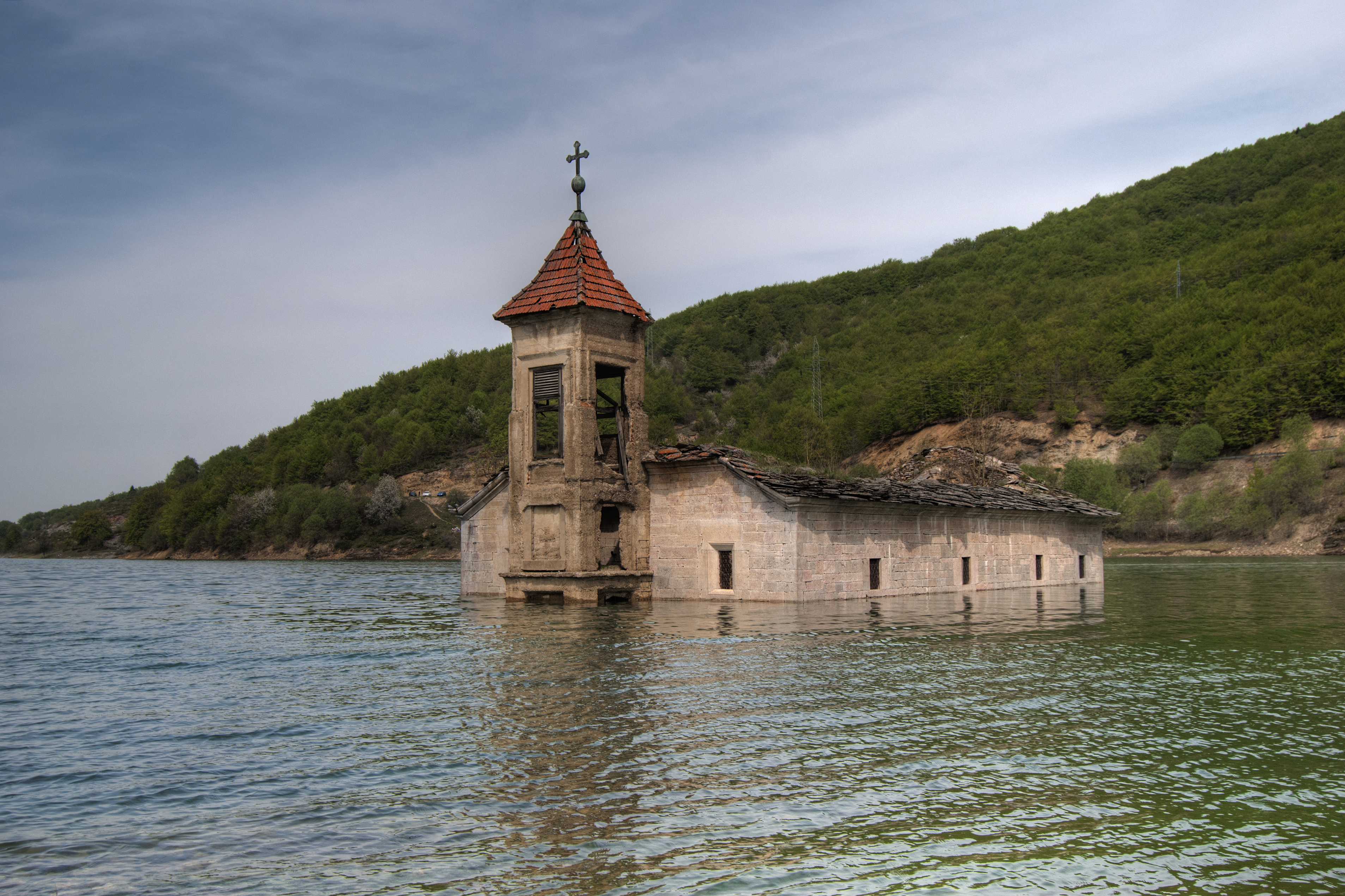
L'église submergée Saint-Nicolas à Mavrovo en mai 2013. Construite en 1850, à l'époque la principale église du village, elle est depuis 1953 emplie des eaux du lac de Mavrovo.

Lors du recensement de 2002, le village comptait :
- Macédoniens : 163
- Serbes : 3